# Burma National Revolutionary Army

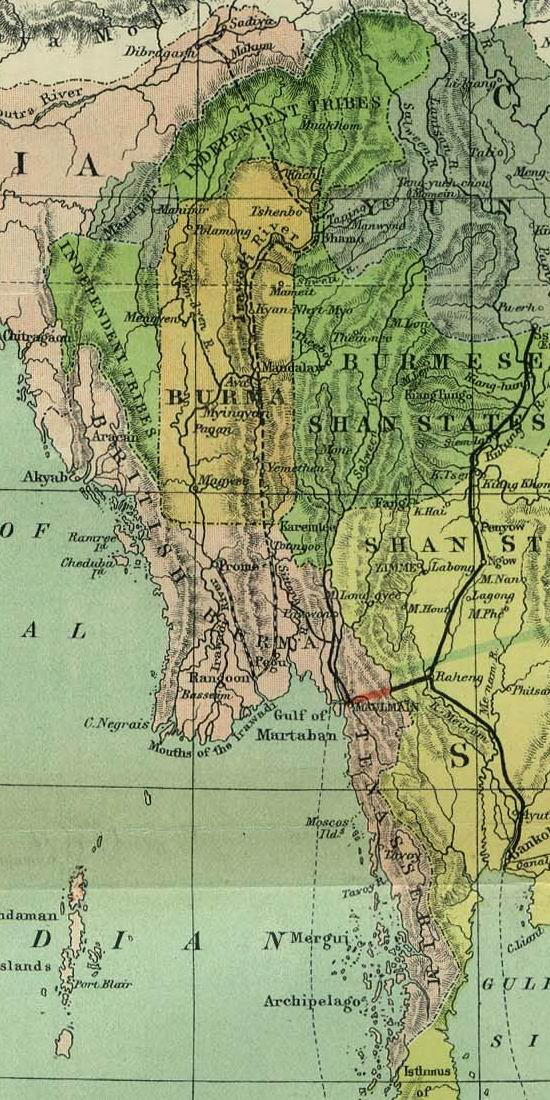
Die sogenannte Dry Zone, das eigentliche Burma in einer Karte aus dem 19. Jahrhundert. Das Lower Burma war durch Großbritannien besetzt. Die Shan, Chin und Kachin werden als Unabhängige Völker bezeichnet.

Die Burma National Revolutionary Army (Birmanisch ဗမာအမျိုးသားတော်လှန်ရေးတပ်မတော်, BNRA) ist eine bewaffnete ethnische Organisation (Englisch Ethnic Armed Organisation, EAO) in Myanmar, dem ehemaligen Burma. Die BNRA setzt sich für die Ethnie der Burmesen ein und kämpft für einen eigenen Staat innerhalb von Myanmar.

## Geschichte

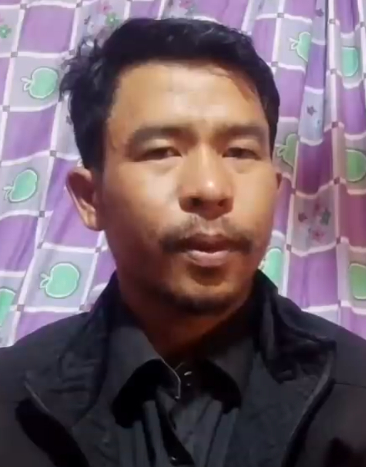
Bo Nagar, Führer der BNRA (2022)

Die BNRA entstand am 9. September 2023 aus Teilen der Myanmar Royal Dragon Army (MRDA). Die MRDA war am 1. Januar 2022 von Bo Nagar gegründet worden, nachdem das Militär die gewählte Regierung am 1. Februar 2021 durch einen Putsch abgesetzt hatte. Einige der Bataillone der MRDA wurden am 14. März 2022 in die Befehlskette der Exilregierung (National Unity Government, NUG) aufgenommen und von dieser finanziert. Andere Einheiten weigerten sich, in Milizen der People’s Defence Force (PDF) der Exilregierung umgewandelt zu werden. Bo Nagar hatte Probleme mit der politischen Ausrichtung der NUG und den PDF. Er befürwortete zwar eine enge Zusammenarbeit mit der NUG und den PDF, aber eine komplette Integration der von ihm geführten Milizen lehnte er ab.

## Ausrichtung
Über Hunderte von Jahren dominierten die Burmesen das Gebiet des heutigen Myanmar. Ethnische Minderheiten wurden unterdrückt, vertrieben und ausgelöscht. Heute stellen Burmesen zwischen 60 und 70 % die Mehrheit der Bevölkerung von Myanmar. Im Gegensatz zu den anderen großen Ethnien verfügen sie aber über keinen eigenen Staat, sondern bevölkern Divisionen. Die BNRA fordert einen eigenen Staat für die Burmanen, innerhalb einer föderativen Struktur des Gesamtstaates Myanmar. Dagegen möchte sie die Dominanz der Burmanen in Gebieten wie dem Shan-Staat, dem Karen-Staat, dem Kachin-Staat, dem Chin-Staat, dem Mon-Staat, dem Kayah-Staat, dem Rakhaing-Staat und anderen durch föderative Strukturen beschränken. Die BNRA akzeptiert eine weitreichende Autonomie der Minderheitenvölker und sieht in der Dominanz der Burmesen in den Randgebieten des Landes den Grund für den anhaltenden Bürgerkrieg und Diktaturen. Militärdiktaturen würden aufgrund des Bürgerkriegs entstehen. Im Gegensatz zur NUG fordert die BNRA eine eigene aus Burmesen bestehende Armee, während die NUG das Konzept des Gewaltenmonopols des Zentralstaates befürwortet. Die BNRA akzeptiert, dass andere Ethnien auch über eigene bewaffnete Einheiten verfügen dürfen, was die Nationale Liga für Demokratie (NLD) eigentlich ablehnt. Die BMRA sieht die Regionen Sagaing, Mandalay und Magway als das Kerngebiet des Burmesischen Volkes.